# The Root of All Evil (cd)
The Root of All Evil is het achtste studioalbum van de melodische deathmetalband Arch Enemy uit Zweden dat eind september 2009 werd uitgebracht.
Het album bevat 12 compleet herschreven nummers van de bands eerste drie albums Black Earth, Stigmata en Burning Bridges, die nog werden "ingezongen" door de ex-frontman Johan Liiva. Zijn stem is op het nieuwe album vervangen door de grunts van de huidige frontvrouw Angela Gossow.

## Tracklist
1. The Root of All Evil - (Intro)
2. Beast of Men - (origineel op Stigmata, 2e album van de band)
3. The Immortal - (origineel op Burning Bridges, 3e album van de band)
4. Diva Santanica - (origineel op Stigmata)
5. Demonic Science - (origineel op Burning Bridges)
6. Bury Me an Angel - (origineel op Black Earth, 1e album van de band)
7. Dead Inside - (origineel op Burning Bridges)
8. Dark Insanity - (origineel op Black Earth)
9. Pilgrim - (origineel op Burning Bridges)
10. Demoniality - (origineel op Black Earth)
11. Transmigration Macabre - (origineel op Black Earth)
12. Silver Wing - (origineel op Burning Bridges)
13. Bridge Of Destiny - (origineel op Stigmata)

Speelduur: 52.22 min.

## Bonustracks
- Bonustracks op sommige versies.

1. Bury Me an Angel - (live)
2. The Immortal - (live)
3. Bridge of Destiny - (live)

Speelduur 16.32 min. - (inclusief normale tracks 68.54 min. )

## De band
- Angela Gossow – zang
- Michael Amott – gitaar en achtergrondzang
- Christopher Amott – gitaar
- Daniel Erlandsson – drums
- Sharlee D'Angelo – basgitaar